# San Cesareo
San Cesareo is een gemeente in de Italiaanse provincie Rome (regio Latium) en telt 11.303 inwoners (31-12-2004). De oppervlakte bedraagt 22,7 km², de bevolkingsdichtheid is 429 inwoners per km².

## Demografie
San Cesareo telt ongeveer 4161 huishoudens. Het aantal inwoners steeg in de periode 1991-2001 met 17,9% volgens cijfers uit de tienjaarlijkse volkstellingen van ISTAT.
| Jaar | Inwoneraantal |
| ---- | ------------- |
| 1991 | 8022          |
| 2001 | 9456          |

## Geografie
De gemeente ligt op ongeveer 312 m boven zeeniveau.
San Cesareo grenst aan de volgende gemeenten: Colonna, Monte Compatri, Palestrina, Rocca Priora, Zagarolo.